# São Gabriel (ort)
São Gabriel är en ort i Brasilien.   Den ligger i kommunen São Gabriel och delstaten Rio Grande do Sul, i den södra delen av landet, 1 700 km söder om huvudstaden Brasília. São Gabriel ligger 119 meter över havet och antalet invånare är 55 434.
Terrängen runt São Gabriel är platt.
Trakten runt São Gabriel består i huvudsak av gräsmarker. Runt São Gabriel är det ganska glesbefolkat, med 28 invånare per kvadratkilometer.